# Marianowo (Środa Wielkopolska)
Pour les articles homonymes, voir Marianowo.
Marianowo (prononciation : [marjaˈnɔvɔ]) est un village polonais de la gmina de Dominowo dans le powiat de Środa Wielkopolska de la voïvodie de Grande-Pologne dans le centre-ouest de la Pologne.
Il se situe à environ 1 kilomètre à l'ouest de Dominowo (siège de la gmina), à 7 kilomètres au nord-est de Środa Wielkopolska (siège du powiat) et à 33 kilomètres au sud-est de Poznań (capitale régionale).

## Histoire
De 1975 à 1998, le village faisait partie du territoire de la voïvodie de Poznań.

Depuis 1999, Marianowo est situé dans la voïvodie de Grande-Pologne.
Le village possède une population de 50 habitants en 2006.